# Ленинград (журнал 1930—1932)
«Ленинград» — советский литературно-художественный ежемесячный журнал, издававшийся в Ленинграде в 1930—1932 годах.
Первый номер вышел в мае 1930 года. Всего вышло 27 номеров, включая четыре сдвоенных.
С номера 7 за 1931 год стал органом ЛАПП, по указанию которой перестал печатать попутчиков, взяв курс на членов РАПП и рабочих-ударников. После постановления ЦК ВКП(б) «О перестройке литературно-художественных организаций» (апрель 1932 года) руководство журнала было заменено с обвинениями в групповщине и кружковой замкнутости. С января 1933 года преобразован в журнал «Литературный современник».

## Редакторы
- М. Чумандрин и Е. Добин (1930—1932 № 4)
- З. Лозинский (с № 5-6, 1932)